# Plagius flosculosus
Plagius flosculosus là một loài thực vật có hoa trong họ Cúc. Loài này được (L.) S.Alavi & V.H.Heywood miêu tả khoa học đầu tiên năm 1976.